# روبن هارت
روبن هارت (7 أبريل 1978 وينيبيغ كندا - ) هو لاعب كرة قدم كندي يلعب كمدافع.